# Гравлотт, Эжен-Анри
Эжен-Анри Гравлотт (фр. Eugène-Henri Gravelotte; 6 февраля 1876 — 28 августа 1939) — французский фехтовальщик, чемпион летних Олимпийских игр 1896 года и первый чемпион Игр от Франции.
На Играх Гравлот участвовал в соревнованиях на рапирах. 7 апреля он обыграл всех своих соперников в группе и смог пройти в финал. Там он соревновался со своим соотечественником Анри Калло и обыграл его с минимальным преимуществом.